# Índex terapèutic
L'índex terapèutic (IT), també anomenat marge terapèutic, és una comparació entre la quantitat d'un agent terapèutic que causa l'efecte terapèutic desitjat i la quantitat que causa toxicitat.
Històricament, en l'àmbit d'indicació clínica d'un fàrmac aprovat, l'IT fa referència a la proporció de la dosi del fàrmac que causa efectes adversos amb una incidència o severitat que no és compatible amb la indicació (p. ex. dosi tòxica en 50% dels subjectes, DT50) dividida per la dosi que causa l'efecte farmacològic desitjat (p. ex. dosi efectiva en 50% dels subjectes, DE50). En canvi, en l'àmbit del desenvolupament de fàrmacs l'IT es calcula basant-se en els nivells d'exposició en el plasma sanguini.
Durant els inicis de la toxicologia farmacèutica, l'IT era freqüentment determinat en animals com la dosi letal d'un fàrmac pel 50% de la població (DL50) dividida per la dosi eficaç mínima pel 50% de la població (ED50). Avui en dia, s'utilitzen altres índex de toxicitat més sofisticats.
En estudis animals, o per éssers humans,
{\displaystyle {\mbox{Índex Terapèutic}}={\frac {\mathrm {DL} _{50}}{\mathrm {DE} _{50}}}}
{\displaystyle {\mbox{Índex Terapèutic}}={\frac {\mathrm {DT} _{50}}{\mathrm {DE} _{50}}}}
Molts de fàrmacs causen efectes tòxics severs a dosis subletals en els éssers humans, sovint limitant la dosi màxima d'un fàrmac que una persona pot prendre. Un índex terapèutic més alt és preferible a un de més baix: un pacient hauria de prendre una dosi molt més alta del fàrmac per tal d'assolir el llindar tòxic que la dosi necessària per causar l'efecte terapèutic.
Generalment, la dosi d'un fàrmac o un altre agent terapèutic amb una marge terapèutic estret (amb poca diferència entre la dosi tòxica i la terapèutica) pot ser ajustada segons les mesures dels nivells reals assolits en la sang de la persona que el pren. Això es pot aconseguir a través dels protocols de seguiment de fàrmac terapèutic. L'ús d'aquests protocols és recomanat en el tractament de malalties psiquiàtriques amb liti a causa del seu marge terapèutic estret.
| Terme | Significat       |
| ----- | ---------------- |
| 'DE'  | Dosi eficaç      |
| 'DT'  | Dosi tòxica      |
| 'DL'  | Dosi letal       |
| 'IT'  | Índex terapèutic |

## Desenvolupament de fàrmacs
Un índex terapèutic alt és preferible per un fàrmac amb l'objectiu de tenir un perfil de seguretat favorable. En les etapes primerenques del descobriment i desenvolupament, encara no se sap l'IT clínic d'un candidat a fàrmac. Tanmateix, saber l'IT preliminar d'un candidat a fàrmac tan aviat com sigui possible té una gran importància perquè l'IT és un indicador important de la probabilitat del desenvolupament amb èxit d'un fàrmac. Identificar candidats a fàrmac amb un IT potencialment massa baix en les etapes més primerenques possibles pot ajudar a orientar els recursos cap a un altre candidat més adequat.
En l'àmbit del desenvolupament de fàrmacs, l'IT és la relació quantitativa entre eficàcia (farmacologia) i seguretat (toxicologia), sense considerar la naturalesa d'aquests valors per ells mateixos. Tanmateix, per convertir el valor calculat d'un IT a alguna cosa que és més que un simple nombre, la naturalesa i les limitacions dels valors farmacològics i toxicològics han de ser considerades. Depenent de la indicació clínica pretesa, la necessitat mèdica associada i/o la situació competitiva, es pot donar més o menys valor tant a la seguretat o l'eficàcia d'un candidat a fàrmac amb l'objectiu de crear una indicació ben equilibrada - seguretat específica vs perfil d'eficàcia.
En general, és l'exposició d'un teixit específic al fàrmac (i.e. concentració del fàrmac amb el temps), més que la dosi, el que condueix als efectes farmacològics i toxicològics. Per exemple, amb la mateixa dosi hi pot haver variabilitat d'exposició entre individus a causa de polimorfismes en el metabolisme o diferències en el pes del cos o factors mediambientals. Aquestes consideracions emfatitzen la importància d'utilitzar l'exposició més que la dosi per a calcular l'IT. Per tenir en compte els retards entre l'exposició i la toxicitat, l'IT per toxicitats que ocorren després d'administracions múltiples hauria de ser calculat utilitzant l'exposició al fàrmac en estat estacionari més que després de l'administració d'una sola dosi.
Un article de revisió publicat per Muller i Milton a Nature Reviews Drug Discovery parla de manera crítica dels diversos aspectes de determinació de l'IT i la seva interpretació en l'àmbit de desenvolupament de fàrmacs.

## Variacions de l'Índex Terapèutic
L'índex terapèutic varia extensament entre substàncies: entre els analgèsics opioides el remifentanil, té un índex terapèutic de 33.000:1 mentre que el diazepam, una benzodiazepina sedant-hipnòtica i relaxant de músculs esquelètics té un índex de 100:1 i la morfina, un sedant, antidepressiu, i analgèsic d'origen herbal (gènere Papaver) té un índex de 70:1 (que, tanmateix, és encara considerat molt segur).
Menys segurs són la cocaïna, un estimulant i anestèsic local, i l'etanol (col·loquialment, l'"alcohol" de les begudes alcohòliques), un sedant àmpliament disponible consumit mundialment – els índexs terapèutics per aquestes substàncies són 15:1 i 10:1, respectivament. Encara menys segurs són els fàrmacs digoxin, un glicòsid cardíac; amb un índex terapèutic d'aproximadament 2:1. Altres exemples de fàrmacs amb un marge terapèutic estret, els quals poden requerir un control per aconseguir nivells terapèutics i minimitzar-ne la toxicitat, inclouen: paracetamol, dimercaprol, teofil·lina, warfarina i carbonat de liti. Alguns antibiòtics requereixen control per equilibrar l'eficàcia i minimitzar les reaccions adverses, incloent-hi: gentamicina, vancomicina, amfotericina B i polimixina B.

### Radioteràpia pel tractament del càncer
La radioteràpia té com a objectiu minimitzar la mida dels tumors i matar cèl·lules canceroses mitjançant l'ús d'una font altament energètica. La font d'energia pot sorgir de raigs X, raigs gamma, partícules carregades i partícules pesants. El marge terapèutic en l'àmbit de la radioteràpia pel tractament del càncer està relacionat amb la dosi de radiació màxima amb la qual la mort de les cèl·lules canceroses és controlada localment i la dosi de radiació mínima amb la qual les cèl·lules dels teixits normals tenen una morbiditat baixa i tardana. Ambdós paràmetres tenen una relació dosi-resposta sigmoide. Per això, un resultat favorable de la relació dosi-resposta és que la resposta del teixit tumoral sigui més gran que la del teixit normal a la mateixa dosi, el que significa que el tractament serà eficaç contra els tumors però no causarà una morbiditat greu al teixit normal. Contràriament, si les dues respostes se superposen és altament probable que la teràpia causi una greu morbiditat al teixit normal i que sigui ineficaç pel tractament dels tumors. El mecanisme de teràpia per radiació pot ser classificat en radiació directa i indirecta. Els dos tipus de radiacions, directe i indirecte, indueixen mutacions o reorganitzacions cromosòmiques durant el procés de reparació de l'ADN. La radiació directa crea un radical lliure d'ADN a partir de la deposició de l'energia de radiació que danya l'ADN. La radiació indirecta ocorre a partir de la radiòlisi de l'aigua, creant un radical lliure hidroxil, un ió oxoni i un electró. Aleshores, el radical hidroxil transfereix el seu radical a l'ADN. O, juntament amb l'oxoni i l'electró, un radical lliure hidroxil pot danyar les bases nitrogenades de l'ADN.
Les cèl·lules de càncer tenen desequilibris en els senyals cel·lulars durant el cicle cel·lular. L'aturada de les fases G1 i G2/M és un dels punts de control importants per la irradiació en les cèl·lules humanes. L'aturada de la fase G1 retarda el mecanisme de reparació abans que la síntesi de l'ADN en la fase S i la mitosi en la fase M, suggerint un punt de control clau per resultar en la supervivència de les cèl·lules. L'aturada de la fase G2/M ocorre quan les cèl·lules tenen la necessitat de reparar l'ADN després de la fase S abans de la fase mitòtica. Se sap també que la fase S és la més resistent a la radiació i que la fase M és la més sensible. p53, una proteïna supressora tumoral està implicada amb l'aturada de les fases G1 i G2/M, va ajudar a entendre el cicle cel·lular sota radiació. Per exemple, la irradiació de cèl·lules de leucèmia mieloide provoca un augment de p53 i una disminució dels nivell de síntesi de l'ADN. Els pacients amb atàxia telangièctasi són hipersensitius a la radiació a causa del retard en l'acumulació de p53. En aquest cas, les cèl·lules són capaces de replicar-se sense la reparació del seu ADN, predisposant-les a una major incidència de càncer. La majoria de cèl·lules són en la fase G1 i S i la irradiació durant la fase G2 causa una radiosensibilitat augmentada i per això l'aturada de la fase G1 ha estat un objectiu pel tractament terapèutic.
La irradiació d'un teixit crea una resposta tant en les cèl·lules irradiades com en les cèl·lules que no han estat irradiades. S'ha vist que fins i tot les cèl·lules que es troben a una distància de fins a 50-75 diàmetres de cèl·lula de les cèl·lules irradiades tenen un fenotip d'inestabilitat genètica augmentada, com la micronucleació. Això suggereix l'efecte de la comunicació cèl·lula-a-cèl·lula com els senyals paracrins i juxtacrins. Les cèl·lules normals no perden el mecanisme de reparació de l'ADN mentre que les cèl·lules canceroses sovint el perden durant la radioteràpia. Tanmateix, la naturalesa de la radiació d'alta energia alta pot anul·lar l'habilitat d'una cèl·lula normal  danyada per reparar l'ADN, causant un nou risc de carcinogènesi. Això suggereix un risc significatiu associat amb la teràpia de radiació. Per això, és desitjable millorar l'índex terapèutic durant la radioteràpia. Afectar la reparació de l'ADN pot causar radiosensibilitat o radioprotecció. Alguns exemples directes i indirectes són els inhibitors durant el trencament de l'hèlix d'ADN. Els inhibidors directes tenen com a objectiu proteïnes (família PARP) i cinases (ATM, ADN-PKCs) que estan implicades en la reparació de l'ADN. Els inhibidors indirectes afecten proteïnes de senyalització canceroses com ara EGFR i factors de creixement.
L'índex terapèutic eficaç pot ser afectat mitjançant la focalització del fàrmac, és a dir que el fàrmac és concentrat en una determinada àrea on causa l'efecte. Per exemple, en la radioteràpia per tumors cancerosos, donar la forma del perfil del tumor al raig de radiació pot augmentar la dosi repartida sense efectes tòxics augmentats, encara que aquesta tècnica no sol canviar el valor de l'índex terapèutic. De manera similar, la quimioteràpia o radioteràpia amb agents injectats o carregats en altres partícules pot ser fets més eficaç per subjectar l'agent a una substància oncofílica, com en el cas de la teràpia amb radionúclids rebuts per pèptids per tractar tumors neuroendocrins i en la quimioembolització o teràpia de microesferes radioactiver per tractar els tumors hepàtics i la metàstasi. Això concentra l'agent en els teixits objectiu i baixa la seva concentració en altres, augmentant-ne l'eficàcia creixent i disminuint-ne la toxicitat.

## ElSafety Ratio
De vegades, el terme safety ratio ("coeficient de seguretat") és utilitzat en comptes de l'IT, particularment quan es fa refència als fàrmacs psicoactius que s'utilitzen amb propòsits no terapèutics, per exemple, ús recreatiu. En tals casos, la dosi eficaç és la quantitat i freqüència que produeix l'efecte desitjat, el qual pot variar, i pot ser més gran o menys que la dosi terapèutica eficaç.
El Certain Safety Factor ("coeficient de seguretat segur") és la proporció entre la dosi letal per l'1% de població i la dosi eficaç per al 99% de la població (DL1/DE99). Aquest és un índex de seguretat millor que el DL50 per a agents que tenen ambdós efectes desitjables i indesitjables, perquè es troba al final de l'espectre on les dosis necessàries per produir una resposta en una persona poden ser, amb la mateixa dosi, letals per una altra.
{\displaystyle {\mbox{Certain safety factor}}={\frac {\mathrm {DL} _{1}}{\mathrm {DE} _{99}}}}

## Efectes sinèrgics
L'índex terapèutic no considera interaccions amb altres fàrmac o efectes sinèrgics. Per exemple, el risc associat amb les benzodiazepines augmenta significativament quan es prenen juntament amb alcohol, opiacis, o estimulants si es compara amb quan es pren sol. L'índex terapèutic tampoc no té en compte la facilitat o dificultat d'assolir una dosi tòxica o letal. Aquesta és més una consideració per usuaris amb finalitats recreatives perquè la puresa pot ser altament variable.

## Índex protector
L'índex protector és un concepte similar, però utilitza la DT50 (dosi tòxica mediana) en lloc de la DL50. Per a moltes substàncies, els efectes tòxics poden ocórrer a nivells molt per sota d'aquells necessitats per causar la mort, i per això l'índex protector (si la toxicitat és especificada correctament) és sovint més informatiu sobre la seguretat relativa d'una substància  Tanmateix, l'índex terapèutic és útil perquè pot ser considerat un limit superior de l'índex protector, i l'anterior també té els avantatges d'objectivitat i comprensió més fàcil.

## Rang terapèuticoTherapeutic window
El rang terapèutic d'un fàrmac és la gamma de dosatges del fàrmac que poden tractar la malaltia eficaçment sense tenir efectes tòxics. Un medicament amb una rang terapèutic petit ha de ser administrat amb cura i control, freqüentment mesurant la concentració del fàrmac en la sang, per evitar mal. Les medicacions amb  rangs terapèutics estrets inclouen la digoxina i el liti.

## Dosi biològica òptima
La dosi biològica òptima és un concepte imprecís que es refereix a la quantitat d'un fàrmac que produirà l'efecte desitjat amb una toxicitat acceptable.

## Dosi màximatolerada
La dosi màxima tolerada (MTD per les seves sigles en anglès) es refereix a la dosi més alta d'un tractament radiològic o farmacològic que produirà l'efecte desitjat sense tenir una toxicitat que sigui inacceptable. El propòsit d'administrar la MTD és determinar si l'exposició a llarg termini a una substància química podria causar efectes de salut adversos inacceptables en una població, quan el nivell d'exposició no és suficient per causar la mortalitat prematura a causa dels efectes tòxics a curt termini. La dosi màxima és utilitzada, més que una dosi més baixa, per tal de reduir el nombre de subjectes de prova (i, entre altres coses, el cost de les proves), per detectar un efecte que podria ocórrer només rarament. Aquest tipus d'anàlisi és també utilitzat per establir la tolerància als residus químics dels aliments. Els estudis de dosi màxima tolerada també es fan en assaigs clínics.